# 方利旭
方利旭（1963年10月—），男，汉族，广东普宁人，中华人民共和国政治人物，中国共产党党员，第十三届全国人民代表大会广东地区代表。

## 生平
1989年6月，加入中国共产党。1999年10月，任中共澄海市委副书记。2001年3月后，任汕头市龙湖区委副书记，区长。2005年6月，任中共汕头市委常委。2008年7月，任中共潮州市委常委、潮州市人民政府常务副市长。2013年8月后，任广东省人民政府副秘书长，省援疆前方指挥部总指挥、新疆喀什地委副书记。2014年12月，任广东省人民政府副秘书长、办公厅党组成员，省援疆前方指挥部总指挥、新疆喀什地委副书记。2016年7月后，任中共梅州市委副书记。2016年8月后，任中共梅州市委副书记，梅州市人民政府代市长、市长。2018年3月，任中共汕头市委书记。2018年2月24日，当选为第十三届全国人大代表。
2019年5月，不再担任汕头市委书记、常委、委员职务，转任广东省贸促会会长、党组书记。
2023年2月25日，涉嫌严重违纪违法，接受广东省纪委监委纪律审查和监察调查。